# 陆士嘉
陆士嘉（1911年3月18日—1986年8月29日），原名陆秀珍，女，順天宛平人，本籍浙江蕭山，生于江苏苏州，中国流体力学专家，中国第一个风洞创建人。中国第一个空气动力学专业的创办者，长期从事空气动力学的研究与教学。

## 生平
清宣統三年（1911年），祖父陆钟琦（山西巡抚）、父亲陆光熙于辛亥革命中被革命军杀害。舅舅是施今墨。小学就读于北京师范大学附属小学，与钱学森、张维为同班同学。后就读于北京师范大学附属女子中学、北京师范大学物理系。1933年毕业，任教于河北大名第三女子师范学校、北京志成中学。
1938年至1942年间赴德国哥廷根大学留学并获博士学位。初学物理学，后师从近代流体力学奠基人路德维希·普朗特，她是普朗特的唯一一位中国博士，也是唯一一位女研究生。其后任教于柏林高等工业学校，并曾在萨克逊堡造船厂柏林设计研究部任工程师。1941年在德国与张维结婚，生女张克群。1944年研究部在战争中被轰炸，她便回到哥廷根大学工作。
1946年辗转回国后，她曾先后在北洋大学航空系、清华大学水工试验研究所、清华大学航空系任教。1951年加入中国民主同盟。
1952年担任北京航空学院筹备委员会委员，参与筹建北京航空学院（今北京航空航天大学）。
1956年加入中国共产党。
1961年，任北京航空学院数学力学系副主任。
1962年，筹建了空气动力学研究室并任主任。
1981年，中国科学院将其列为学部委员（院士）候选人，但她辞而不就。
她还是第一至三届全国人大代表，第五、六届全国政协常委，民盟中央常委，全国妇联执委，中国空气动力学研究会副理事长。
1986年在北京逝世。

## 著作
- 《流体力学》（清华大学出版社，1947年）
- 《空气动力学》（清华大学出版社，1949年）
- 《高速粘性流体力学》（北京航空学院，1959年）
- 《高超音速流》（与张涵信、吴江航合著，北京航空学院，1960年）
- 《附面层理论》（北京科学教育出版社，1961年）
- 《电磁流体力学》（北京航空学院，1962年）
- 《流体力学概论》（译者，作者：普朗特，科学出版社，1981年）

## 家庭
- 祖父：陆钟琦，山西巡抚。
- 丈夫：张维。深圳大学创办者之一，中国工程院院士，中国科学院院士，中国科学技术协会副主席、瑞典皇家工程科学院外籍院士，世界工程师学会联合会副主席，德国工程师学会、德国国家桥梁与结构工程学会高级会员，茅以升科技教育基金会会长。
- 子女：
  1. 女兒张克群。清华大学建筑系毕业，师从梁思成。
  2. 兒子张克澄（1947－）
  3. 女兒张克建（1953－1953）
- 外孙：高晓松，音乐人，導演，脫口秀者。